# Филекович, Суад
Суад Филекович (словен. Suad Filekovič; род. 16 сентября 1978, Любляна, Югославия) — словенский футболист, защитник. Выступал в сборной Словении.
В 2006—2007 годах был игроком клуба российской Премьер-лиги «Крылья Советов» (Самара). Сыграл за основной состав 11 матчей (в т. ч. 8 в чемпионате России).
Осенью 2009 года подписал контракт до января 2010 года с английским «Барнсли», но уже через несколько дней стороны расторгли соглашение.